# أنتوني كونروي
أنتوني كونروي (بالإنجليزية: Anthony Conroy)‏ هو لاعب هوكي الجليد أمريكي، ولد في 18 أكتوبر 1895 في سانت بول في الولايات المتحدة، وتوفي بنفس المكان في 11 يناير 1978.

## وصلات خارجية
- أنتوني كونروي على موقع EliteProspects.com (الإنجليزية)
- أنتوني كونروي على موقع Eurohockey.com (الإنجليزية)
- أنتوني كونروي على موقع HockeyDB.com (الإنجليزية)
- أنتوني كونروي على موقع اللجنة الأولمبية الدولية (الإنجليزية)
- أنتوني كونروي على موقع أوليمبيديا (الإنجليزية)